# Марія Ерразуріз
Марія Ерразуріз Ехауррен (1861 — 1 травня 1922) — перша леді Чилі і дружина президента Германа Ріско Ерразуріза.
Марія народилася в Сантьяго, була донькою президента Федеріко Ерразуріза Заньярту та колишньої першої леді Еулогії Ечаурен Гарсії-Відобро та сестра президента Федеріко Ерразуріза Ехаурена. 7 січня 1880 року вона вийшла заміж за Германа Ріеско, свого першого кузена через сестру свого батька Карлоту Ерразуріс Заньярту. У пари разом було вісім дітей, у тому числі Герман Ігнасіо Ріеско Ерразуріз, двічі призначений міністром Чилі.